# تشارلز هيبي
تشارلز هيبي (بالإنجليزية: Charles Heaphy)‏ (و. 1820 – 1881 م) هو مستكشف، وسياسي، وفنان، ومساح، وضابط عسكري  من نيوزيلندا، والمملكة المتحدة لبريطانيا العظمى وأيرلندا، ولد في لندن، ويحمل رتبة عسكرية رائد، توفي في بريزبان، عن عمر يناهز 61 عاماً.

## مناصب
تولى منصب عضو مجلس النواب النيوزيلندي ‏ 5 يونيو 1867–13 أبريل 1870
.

## جوائز
حصل على جوائز منها:
صليب فيكتوريا في 8 فبراير 1867